# زبان زمیاکی
زبان زِمیاکی (یا زامیاکی) یک زبان نورستانی است که حدود ۴۰۰ تا ۵۰۰ نفر در ولایت کنر افغانستان به آن صحبت می‌کنند. 
نام آن برگرفته از از Zemyaki žə́ba «زبان زمیاکی» در زبان پشتو است که سکونت‌گاهی است که این زبان در آن صحبت می‌شود. معادل بومی آن جاملام باشا است. این زبان نزدیک به زبان ویگلی است، و اجداد زمیاکی‌ها، طبق باورهای محلی، ویگلی‌ها بودند که چندین قرن پیش به این منطقه مهاجرت کردند.  زبانی که در نواحی اطراف صحبت می‌شود، پشتو است و پشتو منبع بسیاری از وام‌واژگان، از جمله چندین حرف ربط رایج در این زبان است. 
جنسیت دستوری در این زبان وجود ندارد، اما عدد و شخص بر روی فعل مشخص می‌شوند،  و از یک ساختار Split-ergative پیروی می‌کند. 